# Les Adrets
Les Adrets é uma comuna francesa na região administrativa de Auvérnia-Ródano-Alpes, no departamento de Isère.